# Gueifães
Gueifães é uma localidade portuguesa do Município da Maia que foi sede da extinta Freguesia de Gueifães, freguesia que tinha 2,98 km² de área e 11 964 habitantes (2011), e, por isso, uma densidade populacional de 4 014,8 hab./km².
A Freguesia de Gueifães foi extinta em 2013, no âmbito de uma reforma administrativa nacional, para, em conjunto com as Freguesias de Maia e Vermoim, formar uma nova freguesia denominada Freguesia Cidade da Maia.
Gueifães faz parte integrante da cidade da Maia. Possui uma escola de 2.º e 3.º ciclo (EB2/3 de Gueifães) e duas escolas de 1.º ciclo e jardim de infância (EB1 JI de Gueifães e EB1 JI da Azenha). Existem igualmente duas instituições de educação e ensino privados com creche, pré-escolar, 1.º e 2.º ciclos do ensino básico denominadas Colégio Externato Imaculada Conceição - CEIC (Colégio Católico das Irmãs do Santíssimo Sacramento e Maria Imaculada) e o Colégio CCG. Possui também uma moderna unidade de saúde.  

## População
| População da freguesia de Gueifães | População da freguesia de Gueifães | População da freguesia de Gueifães | População da freguesia de Gueifães | População da freguesia de Gueifães | População da freguesia de Gueifães | População da freguesia de Gueifães | População da freguesia de Gueifães | População da freguesia de Gueifães | População da freguesia de Gueifães | População da freguesia de Gueifães | População da freguesia de Gueifães | População da freguesia de Gueifães | População da freguesia de Gueifães | População da freguesia de Gueifães |
| ---------------------------------- | ---------------------------------- | ---------------------------------- | ---------------------------------- | ---------------------------------- | ---------------------------------- | ---------------------------------- | ---------------------------------- | ---------------------------------- | ---------------------------------- | ---------------------------------- | ---------------------------------- | ---------------------------------- | ---------------------------------- | ---------------------------------- |
| 1864                               | 1878                               | 1890                               | 1900                               | 1911                               | 1920                               | 1930                               | 1940                               | 1950                               | 1960                               | 1970                               | 1981                               | 1991                               | 2001                               | 2011                               |
| 871                                | 1 096                              | 1 261                              | 1 400                              | 1 799                              | 1 977                              | 2 388                              | 2 744                              | 3 196                              | 3 805                              | 4 925                              | 7 178                              | 9 681                              | 11 532                             | 11 964                             |

| Distribuição da População por Grupos Etários | Distribuição da População por Grupos Etários | Distribuição da População por Grupos Etários | Distribuição da População por Grupos Etários | Distribuição da População por Grupos Etários | Distribuição da População por Grupos Etários | Distribuição da População por Grupos Etários | Distribuição da População por Grupos Etários | Distribuição da População por Grupos Etários | Distribuição da População por Grupos Etários |
| -------------------------------------------- | -------------------------------------------- | -------------------------------------------- | -------------------------------------------- | -------------------------------------------- | -------------------------------------------- | -------------------------------------------- | -------------------------------------------- | -------------------------------------------- | -------------------------------------------- |
| Ano                                          | 0-14 Anos                                    | 15-24 Anos                                   | 25-64 Anos                                   | > 65 Anos                                    |                                              | 0-14 Anos                                    | 15-24 Anos                                   | 25-64 Anos                                   | > 65 Anos                                    |
| 2001                                         | 1 890                                        | 1 650                                        | 6 648                                        | 1 344                                        |                                              | 16,4%                                        | 14,3%                                        | 57,6%                                        | 11,7%                                        |
| 2011                                         | 1 756                                        | 1 275                                        | 7 068                                        | 1 865                                        |                                              | 14,7%                                        | 10,7%                                        | 59,1%                                        | 15,6%                                        |

## Bandas de Música
- Banda Marcial de Gueifães

A festa da paróquia é a festa de Nossa Senhora da Saúde.